# Боґданув (Великопольське воєводство)
Боґданув (пол. Bogdanów) — село в Польщі, у гміні Козьмінек Каліського повіту Великопольського воєводства.
Населення — 247 осіб (2011).
У 1975-1998 роках село належало до Каліського воєводства.

## Демографія
Демографічна структура станом на 31 березня 2011 року:
|          | Загалом | Допрацездатний вік | Працездатний вік | Постпрацездатний вік |
| -------- | ------- | ------------------ | ---------------- | -------------------- |
| Чоловіки | 124     | 28                 | 86               | 10                   |
| Жінки    | 123     | 26                 | 73               | 24                   |
| Разом    | 247     | 54                 | 159              | 34                   |